# Loxocrambus awemensis
Loxocrambus awemensis är en fjärilsart som beskrevs av Mcdunnough 1929. Loxocrambus awemensis ingår i släktet Loxocrambus och familjen Crambidae. Inga underarter finns listade i Catalogue of Life.